# Chen Hongmou
Chen Hongmou (en xinès tradicional: 陳宏謀; en xinès simplificat: 陈宏谋; en pinyin: Chén Hóngmóu) (10 d'octubre de 1696 - 14 de juliol de 1771) polític, acadèmic i filòsof xinès que va tenir un paper important a principis de la dinastia Qing.

## Biografia
Chen Hongmou va néixer el 10 d'octubre de 1696 a Lingui 臨桂 , actual Guilin 桂林, a la província de Guangxi en el si d'una família sense recursos, però va estudiar de forma intensiva fins a assolir el 1723 el grau de "jinshi".
Durant més de 30 anys va ocupar diversos càrrecs polítics (governador en una dotzena de províncies, ministre i primer ministre) primer durant el regnat de l'emperador Yongzheng i posteriorment amb l'emperador Qianlong i amb una tasca important a la provincia de Yunnan on va crear diverses escoles públiques.
Fang Bao (1668-1749) va dir d'ell que era "l'únic funcionari que avui dia és dedica totalment al poble i a instaurar els grans homes d'Estat de l'Antiguitat".
Com pensador va definir-se com a deixeble de Zhu Xi, Xue Xuan i Gao Panlong, amb un èmfasi especial pels temes d'educació, que segons ell havia de ser extensiva a la totalitat de la població, incloses les dones i els ciutadans de l'ètnia Han.
La seva principal obra escrita va ser "Wuzhong yigui" 五種遺規 (Cinc Llibres de Regles per a ser lliurats a les generacions posteriors); una col·lecció de textos sobre educació.
Va morir el 14 de juliol de 1771 i va rebre el nom pòstum de Wengong.